# Charaxes demonax
Charaxes demonax är en fjärilsart som beskrevs av Felder 1866. Charaxes demonax ingår i släktet Charaxes och familjen praktfjärilar. Inga underarter finns listade i Catalogue of Life.